# ТНМ систем стадијума
ТNМ класификација малигних тумора (ТNМ) је глобално признати стандард за класификацију анатомског степена ширења малигних тумора (рака). Она је стекла широку међународну прихваћеност за многе солидне туморске канцере, али није применљива на леукемије или туморе централног нервног система. Већина уобичајених тумора има своју ТNМ класификацију. ТNМ систем стадијума се понекад назива и АJСС/UICC систем стадијума или UICC/АJСС систем стадијума. Објављено је неколико ревизија, а последња је осмо издање из 2017. године.
ТNМ је развијен и одржава га Међународна унија за контролу рака (UICC). Такође га користе Амерички заједнички комитет за рак (АJСС) и Међународна федерација гинекологије и акушерства (FIGO). Године 1987. системи стадијума UICC и АJСС су уједињени у јединствени ТNМ систем стадијума. ТNМ је систем нотације који описује стадијум рака, који потиче од солидног тумора, користећи алфанумеричке кодове:
- Т описује величину оригиналног (примарног) тумора и да ли је инвадирао оближње ткиво,
- N описује оближње (регионалне) лимфне жлезде које су укључене,
- М описује удаљену метастазу (ширење рака из једног дела тела у други).

ТNМ систем стадијума за све солидне туморе осмислио је Пјер Деноа из Институт Гистав Русси између 1943. и 1952. године, користећи величину и проширење примарног тумора, његово лимфно захватање и присуство метастаза за класификацију прогресије рака.

## Општи преглед
ТNМ класификација обухвата алгоритме стадијума за скоро све врсте рака, са примарним изузетком педијатријских канцера. Општи преглед за ТNМ класификацију је у наставку. Вредности у заградама дају опсег онога што се може користити за све типове рака, али не користе сви канцери цео овај опсег.

### Обавезни параметри
- Т: величина или директно распростирање примарног тумора

```
** Тx: тумор се не може проценити
** Tis: 
карцином ин ситу

** Т0: нема доказа о тумору
** Т1, Т2, Т3, Т4: величина и/или проширење примарног тумора
```

- N: степен ширења на регионалне лимфне жлезде

```
** Nx: лимфне жлезде се не могу проценити
** N0: нема регионалне 
лимфне
 
жлезде
 
метастаза

** N1: присутна метастаза у регионалној лимфној жлезди; на неким местима, ширење тумора на најближу или мали број регионалних лимфних чворова
** N2: ширење тумора до степена између N1 и N3 (N2 се уопште не користи на свим местима)
** N3: ширење тумора на удаљеније или бројније регионалне лимфне чворове (N3 се не користи на свим местима)
```

- М: присуство удаљене метастаза

```
** М0: нема удаљене метастазе
** М1: метастаза у удаљене органе (изван регионалних лимфних чворова)
[
2
]
```

Ознака Мx је уклоњена из 7. издања АJСС/UICC система, али се односи на канцере који се не могу проценити на удаљену метастазу.

### Остали параметри
- G (1–4): градус ћелија рака (тј. оне су „ниског степена“ ако изгледају слично нормалним ћелијама и „високог степена“ ако изгледају лоше диференциране)
- S (0–3): повишење серумских туморских маркера
- R (0–2): потпуност операције (да ли су ресекција-границе слободне од ћелија рака или не)
- Pn (0–1): инвазија у придружене нерве
- L (0–1): инвазија у лимфне судове
- V (0–2): инвазија у вену (не, микроскопски, макроскопски)
- C (1–5): модификатор сигурности (квалитета) последње поменутог параметра (уклоњен је у ТNМ 8. издању)

### Префиксни модификатори
- c: стадијум је одређен на основу доказа прикупљених пре лечења (укључујући клинички преглед, снимање, ендоскопију, биопсију, хируршка истраживања). Префикс ц је имплицитан у одсуству префикса п.
- p: стадијум који је дат хистопатолошки преглед хируршког узорка
- y: стадијум процењен након хемотерапије и/или терапије зрачењем; другим речима, појединац је имао неоадјувантну терапију.
- r: стадијум за поновни тумор код појединца који је провео неко време без болести.
- a: стадијум одређен на аутопсији.
- u: стадијум одређен ултрасонографијом или ендосонографијом. Клиничари често користе овај модификатор иако није званично дефинисан
- m: тумор је мултифокалан (више од 1 тумора). Супротно, s, може се користити када постоји посебан разлог да се нагласи да је тумор солитаран/један.[3]

За параметре Т, N и М постоје подкласификације за неке типове рака (нпр. Т1а, Tis, N1i)

### UICC стадијум и АJСС прогностичке групе стадијума
ТNМ систем се користи за евидентирање анатомског степена болести. Корисно је кондензовати ове категорије у групе. Карцином ин ситу је категорисан као стадијум 0; често се тумори локализовани у органу порекла стадирају као I или II у зависности од степена, локално екстензивно ширење, на регионалне жлезде се стадирају као III, а они са удаљеним метастаза се стадирају као стадијум IV. Међутим, код неких типова тумора групе стадијума нису у складу са овом поједностављеном шемом. Група стадијума је усвојена са намером да су категорије унутар сваке од група мање-више хомогене у погледу преживљавања и да су стопе преживљавања различите између група.
Међународна унија за контролу рака (UICC) користи термин „Стадијум“ за дефинисање анатомског степена болести. Амерички заједнички комитет за рак (АJСС) користи термин „Прогностичка група стадијума“ која може укључивати и додатне прогностичке факторе поред анатомског степена болести.

## Примери
- Мали канцери ниског степена, без метастаза, без ширења на регионалне лимфне чворове, рак је потпуно уклоњен, ресецирани материјал је прегледан од стране патолога: пТ1 пН0 М0 Р0 Г1; ова групација Т, N и М би се сматрала Стадијум I.
- Велики канцери високог степена, са ширењем на регионалне лимфне чворове и друге органе, нису потпуно уклоњени, прегледани од стране патолога: пТ4 пН2 М1 Р1 Г3; ова групација Т, N и М би се сматрала стадијумом IV.

Док су већина тумора стадијума И излечиви, већина тумора стадијума IV су неоперабилни.

## Употреба и циљеви
Неки од циљева за усвајање глобалног стандарда су:
- Помоћ медицинском особљу у одређивању стадијума тумора, помажући у планирању лечења.
- Давање индикације прогнозе.
- Помоћ у евалуацији резултата лечења.
- Омогућавање објектима широм света да продуктивније прикупљају информације.

Пошто је број комбинација категорија висок, комбинације су груписане у стадијуме ради боље анализе.

## Верзије
Критеријуми који се користе у ТNМ систему су се временом мењали, понекад прилично значајно, у складу са различитим издањима која су објавили АJСС и UICC. Датуми објављивања и усвајања за употребу UICC и АJСС издања су сумирани овде; прошла издања су доступна од АJСС за преузимање са веба.
UICC издања:
- UICC TNM pocket book, "the Livre de Poche (1st ed., 1968).
- UICC TNM pocket book, "the Livre de Poche (2nd ed., 1974).
- UICC TNM Classification (3rd ed., 1982).
- UICC TNM Classification (4th ed., 1987).
- UICC TNM Classification (5th ed., 1997).
- UICC TNM Classification (6th ed., 2002). Ступио на снагу 2003.
- UICC TNM Classification (7th ed., 2009). Ступио на снагу 2010.
- UICC TNM Classification (8th ed., 2016). Ступио на снагу 2017.

АJСС издања:
- AJCC Cancer Staging Manual (1st ed., 1977). Ступио на снагу 1978.
- AJCC Cancer Staging Manual (2nd ed., 1983). ISBN 0397505949
- AJCC Cancer Staging Manual (3rd ed., 1988). ISBN 0397509162
- AJCC Cancer Staging Manual (4th ed., 1992). ISBN 0397512643
- AJCC Cancer Staging Manual (5th ed., 1997). ISBN 0397584148
- AJCC Cancer Staging Manual (6th ed., 2002). ISBN 0387952713
- AJCC Cancer Staging Manual (7th ed., 2009). ISBN 978-0387884400
- AJCC Cancer Staging Manual (8th ed., 2016). ISBN 978-3319406176

Као резултат тога, дати стадијум може имати прилично другачију прогнозу у зависности од тога које се издање стадијума користи, независно од било каквих промена у дијагностичким методама или третманима, ефекат који је назван „миграција стадијума“. Технологије које се користе за додељивање пацијената одређеним категоријама су се такође промениле, а све осетљивије методе имају тенденцију да узрокују да се појединачни канцери прерасподеле у више стадијуме, што чини неприкладним упоређивање прогнозе тог рака са историјским очекивањима за тај стадијум. Даље важно разматрање је ефекат побољшања третмана током времена.

## Есенцијални ТNМ
Есенцијални ТNМ је поједностављени облик ТNМ-а дизајниран специјално да омогући регистрима рака у земљама са ниским и средњим приходима да прикупљају информације о стадијуму када комплетни детаљи о степену болести нису доступни за прикупљање од стране регистра. Није дизајниран да замени ТNМ за негу пацијената.

## Галерија
- Дијаграми главних карактеристика стадијума
- Стадијум IA и IB рака плућа
- Стадијум IIА рака плућа
- Стадијум IIБ рака плућа
- Једна опција за стадијум IIБ рака плућа, са Т2б; али ако је тумор унутар 2 цм од карине, ово је стадијум 3
- Стадијум IIИА рака плућа
- Стадијум IIИА рака плућа, ако постоји једна карактеристика са листе са сваке стране
- Стадијум IIИА рака плућа
- Стадијум IIИБ рака плућа
- Стадијум IIИБ рака плућа
- Стадијум IV рака плућа